# Equis, festival du film féministe
Equis, festival du film féministe est un festival de cinéma indépendant et international, en Équateur, créé en 2019.

## Description
Le festival est créé en 2019 par Estefanía Arregui et Anahis Córdova. C'est un lieu de promotion de films féministes, un lieu d'échanges et de rencontres sur les questions liées au genre, à l'identité, à la sexualité et aux relations de pouvoir. Le festival aborde des questions contemporaines et se concentre sur des films contemporains, en général de moins de deux ans. Chaque année, le festival sélectionne et projette une trentaine de films. Le festival se distingue des festivals de films de femmes. Les films sont sélectionnés pour leur implication féministe et leur qualité. Il peut s'agir de films de femmes ou non.
C'est un festival non compétitif. Le festival a lieu à Quito et Cuenca, et dans neuf provinces du pays.
Le Festival est soutenu par l'Association Humboldt, l'Institut Goethe, le Centre culturel allemand équatorien et de Kultura.
Le festival organise également un master-class à destination du public étudiant et professionnel afin de promouvoir une perspective et analyse féministe, dans le cinéma.
En 2023, le festival projette une rétrospective du cinéma féministe latino-américain des années 1990, avec la cinémathèque.